# Détective international
 (février 2024).
Si vous disposez d'ouvrages ou d'articles de référence ou si vous connaissez des sites web de qualité traitant du thème abordé ici, merci de compléter l'article en donnant les références utiles à sa vérifiabilité et en les liant à la section « Notes et références ».
Détective international (International Detective) est une série télévisée britannique en 39 épisodes de 25 minutes, en noir et blanc, diffusée entre le 26 décembre 1959 et le 13 juin 1961 sur le réseau ITV.
Au Québec, la série a été diffusée à partir du 2 avril 1963 à la Télévision de Radio-Canada, et en France, à partir du 16 juillet 1967 sur la première chaîne de l'ORTF.

## Synopsis
Les enquêtes de Ken Franklin, détective privé qui travaille pour l'agence internationale de détectives de William J. Burns, basée à New York. Ses enquêtes emmènent Franklin dans le monde entier : dans les Alpes suisses, en Australie, à Beyrouth, en Espagne, à Honolulu, à Los Angeles, à Paris, à Rome…

## Distribution
- Arthur Fleming : Ken Franklin

## Épisodes
1. The Conway Case
2. The Carrington Case
3. The Dimitrios Case
4. The Cumberland Case
5. The Winthrop Case
6. The Whitley Case
7. The Prescott Case
8. The Dudley Case
9. The Rose Bowl Case
10. The Steibel Case
11. The Brenner Case
12. The Dennison Case
13. The Barnaby Case
14. The Oakland Case
15. The Carter Case
16. The Marino Case
17. The Daniels Case
18. The Kempton Case
19. The Stevenson Case
20. The Raffael Case
21. The Bristol Case
22. The Joplin Case
23. The Santino Case
24. The Bismarck Case
25. The Marlowe Case
26. The Raschid Case
27. The Rosario Case
28. The Rainis Case
29. The Medina Case
30. The Orlando Case
31. The Sheridan Case
32. The Somerset Case
33. The Anthony Case
34. The Dolores Case
35. The Stanton Case
36. The Dunster Case
37. The Martos Case
38. The Washington Case
39. The Madison Case

## Commentaires
Les téléspectateurs ne voient jamais le visage de William J. Burns, le patron de l'agence de détectives. Seuls sont visibles le dessus de sa tête ainsi que sa main quand il donne ses instructions à Ken Franklin, au début de chaque épisode de la série.